# دهستان جالق
دهستان جالق، یکی از دهستان‌های بخش مرکزی شهرستان گلشن در استان سیستان و بلوچستان ایران است. مرکز این دهستان، شهر جالق است.

## جمعیت
بر پایه سرشماری عمومی نفوس و مسکن در سال ۱۳۹۵، جمعیت دهستان جالق برابر با ۲٬۸۷۷ نفر بوده‌است.